# Kropótkine
Kropótkine (en (ucraïnès): Кропоткине) és un poble de la República Autònoma de Crimea a Ucraïna, que el 2014 tenia 882 habitants. Pertany al districte rural de Rozdólne.